# 14. srpnja
14. srpnja (14. 7.) 195. je dan godine po gregorijanskom kalendaru (196. u prijestupnoj godini).
Do kraja godine ima još 170 dana.

## Događaji
- 1789. – Pad Bastille, počela Francuska revolucija
- 1860. – Osvojen Matterhorn (4481 m, nalazi se na granici Švicarske i Italije)
- 1867. – Alfred Nobel u Redhillu, Engleska, demonstrirao dinamit
- 1902. – Srušio se toranj crkve sv. Marka u Veneciji
- 1933. – U Njemačkoj uvedena zabrana svih političkih stranaka osim Hitlerove nacionalsocijalističke
- 1951. – Prvi prijenos sportskog događaja u boji (konjske trke)
- 1958. – U Iraku je izveden vojni udar u kojem je ubijen kralj Fejsal II. i proglašena republika.
- 1960. – Brenda Lee s pjesmom "I'am Sorry" dolazi na vrh američkih top ljestvica, a u Velikoj Britaniji početkom mjeseca Jimmy Jones s pjesmom "Good Timin".
- 2017. – Hrvatski tenisač Marin Čilić plasirao se u finale Wimbledona, prvi hrvatski tenisač nakon Gorana Ivaniševića, koji se plasirao 2001. godine.

| - 1602. – Jules Mazarin, francuski političar i kardinal - 1850. – Josip Kašman, hrvatski operni pjevač († 1925.) - 1862. – Gustav Klimt, austrijski slikar († 1918.) - 1874. – Abaz II. Hilmi, treći egipatski kediv († 1944.) - 1885. – Sisavang Vong, laoški kralj († 1959.) - 1889. – Ante Pavelić, hrvatski ustaški političar i poglavnik NDH († 1959.) - 1890. – Ossip Zadkine, francuski kipar († 1967.) - 1910. – William Hanna, svjetski poznati animator - 1912. – Dominik Barač, hrvatski dominikanac, sociolog († 1945.) - 1913. – Gerald Ford, američki političar i predsjednik († 2006.) - 1918. – Ingmar Bergman, švedski filmski režiser - 1919. – Lino Ventura, talijanski filmski glumac - 1928. – Anna Kolesárová, slovačka blaženica († 1944.) - 1945. – Antun Vujić, hrvatski političar i leksikograf - 1974. – Siniša Skelin, hrvatski veslač - 1981. – Matti Hautamäki, finski skijaš skakač - 1981. – Jelena Lolović, srpska alpska skijašica | - 677. – Vinko Madelgar, benediktinac i svetac rimokatoličke Crkve (* 607.) - 1223. – Filip II. August, francuski kralj - 1614. – Kamilo de Lellis, talijanski svetac i osnivač reda kamilijanaca (* 1550.) - 1790. – Gideon Ernst Laudon, austrijski vojskovođa (* 1717.) - 1827. – Augustin Jean Fresnel, francuski fizičar (* 1788.) - 1875. – Guillaume Henri Dufour, švicarski general (* 1787.) - 1881. – Billy Kid, američki odmetnik (* 1859.) - 1887. – Alfred Krupp, njemački industrijalac - 1910. – Marius Petipa, francuski i ruski baletan († 1818.) - 1939. – Alphonse Mucha, češki slikar i dizajner (* 1860.) - 1954. – Jacinto Benavente, španjolski pisac i nobelovac (* 1866.) - 1998. – Richard McDonald, tvorac koncepta "brze hrane" - 2002. – Joaquín Balaguer, predsjednik Dominikanske Republike (* 1906.) - 2012. – Sixten Jernberg, švedski skijaški trkač (* 1929.) - 2017. – Maryam Mirzakhani, iranska matematičarka (* 1977.) |

## Blagdani i spomendani
- Dan Bastille u Francuskoj i njenim prekomorskim zemljama
- Međunarodni dan nebinarnih ljudi